# Chantal Kopf
Chantal Johanna Siglinde Kopf (* 20. März 1995 in Baden-Baden) ist eine deutsche Politikerin (Bündnis 90/Die Grünen). Sie ist Mitglied des Deutschen Bundestages.

## Persönlicher Werdegang
Chantal Kopf verbrachte ihre Schulzeit in Mainz und Baden-Baden, wo sie 2013 ihr Abitur absolvierte und dabei mit dem Scheffelpreis ausgezeichnet wurde. Für ihr Studium an der Universität Freiburg zog sie nach Freiburg im Breisgau. 2017 schloss Chantal Kopf ihr Bachelorstudium in Politikwissenschaften sowie Anglistik/Amerikanistik ab, im Jahr 2021 beendete sie ihr Masterstudium in Politikwissenschaften mit dem Schwerpunkt Internationale Politik. In ihrer Masterarbeit analysierte Kopf Freihandelsabkommen der Europäischen Union. Kopfs Lebensmittelpunkt ist Freiburg im Breisgau.

## Politischer Werdegang

### Die Grünen / Grüne Jugend
Chantal Kopfs politisches Engagement bei Bündnis 90/Die Grünen begann 2014, angefangen als Sprecherin der Grünen Jugend Freiburg. Von 2018 bis 2021 war sie Vorsitzende des Kreisverbands Freiburg von Bündnis 90/Die Grünen. In den Jahren 2019 bis 2021 war Kopf Mitglied im Parteirat des Landesverbands Baden-Württemberg und an den grün-schwarzen Koalitionsverhandlungen 2021 in Baden-Württemberg beteiligt. Während ihres Studiums arbeitete Chantal Kopf in den Wahlkreisbüros der Bundestagsabgeordneten Kerstin Andreae und des Landtagsabgeordneten Thomas Marwein, nach Abschluss ihres Studiums war sie als wissenschaftliche Mitarbeiterin im Wahlkreisbüro von Thomas Marwein beschäftigt. Chantal Kopf ist dem Realo-Flügel innerhalb der Grünen Partei zuzuordnen.

### Deutscher Bundestag
Seit 2021 ist Chantal Kopf Mitglied des Deutschen Bundestages. Sie erlangte bei der Bundestagswahl 2021 mit 28,8 Prozent der Erststimmen das erste Direktmandat für die Grünen im Wahlkreis Freiburg. Bei der Bundestagswahl 2025 konnte Kopf das Direktmandat mit 32,5 % der Erststimmen verteidigen. Im Wahlkreis setzt sie sich insbesondere für Infrastrukturprojekte wie den Freiburger Stadttunnel und die  Reaktivierung der grenzüberschreitenden Bahnstrecke Freiburg-Colmar ein.
Chantal Kopf ist Sprecherin für Europapolitik der Bundestagsfraktion Bündnis 90/Die Grünen und koordiniert in dieser Funktion die europapolitische Arbeit der Fraktion. Sie ist ordentliches Mitglied im Ausschuss für die Angelegenheiten der Europäischen Union sowie im Wirtschaftsausschuss des Deutschen Bundestags. In beiden Ausschüssen hat sie die Federführung für eine Vielzahl an Themen, die sie innerhalb der Fraktion verantwortet. Kopf hat an der Absenkung des Wahlalters bei der Europawahl auf 16 Jahren mitgewirkt sowie maßgeblich an Beschlüssen des Bundestags für den Schutz der Rechtsstaatlichkeit in der EU und für eine umfassende Reform des europäischen Wahlrechts. Weiterhin setzt sie sich für eine Erweiterung der EU und innere Reformen ein. Im Wirtschaftsausschuss befasst Kopf sich unter anderem mit der Transformation der Automobilindustrie und ist Berichterstatterin für die Reform des Vergaberechts. Kopf ist zudem stellvertretendes Mitglied im Petitionsausschuss.
Chantal Kopf ist Mitglied im Vorstand der Deutsch-Französischen Parlamentarischen Versammlung. Diese trifft sich zweimal jährlich mit je 50 Abgeordneten aus dem Deutschen Bundestag und der französischen Assemblée nationale, um Themen der deutsch-französischen Beziehungen zu beraten. Als Mitglied im Ausschuss für grenzüberschreitende Zusammenarbeit, der aus dem deutsch-französischen Vertrag von Aachen hervorgegangen ist und Interessenträger, Gebietskörperschaften, Parlamente und grenzüberschreitende Einheiten wie Eurodistrikte umfasst, setzt sich Chantal Kopf auch in diesem Gremium mit Schwerpunktvorhaben in den Grenzregionen Deutschlands auseinander. Weiterhin ist Kopf stellvertretende Vorsitzende in der Deutsch-Britischen sowie der Deutsch-Schweizerischen Parlamentariergruppe.
2023 wurde Chantal Kopf als Vizepräsidentin in das Präsidium der überparteilichen Europa-Union Deutschlands gewählt, sie ist dadurch auch kooptiertes Mitglied im Landesvorstand der Europa-Union Baden-Württemberg. 2023 nahm Kopf an der Young-Leaders-Konferenz der Atlantik-Brücke teil.

## Mitgliedschaften
- Bündnis 90/Die Grünen (Kreisverband Freiburg)
- Europa-Union Deutschland (Kreisverband Freiburg) und JEF Freiburg
- Landfrauenverein Freiburg-St. Georgen
- Netzwerk Inklusion Region Freiburg
- SC Freiburg
- "Bundestags-Füchse" – SC-Freiburg-Fanclub im Bundestag
- Schirmherrin Campus-Debatte Freiburg
- Freiburger Münsterbauverein
- Atlantik-Brücke
- Schwarzwaldverein